# Le Vieil-Baugé
Le Vieil-Baugé è un ex comune francese, frazione ora di Baugé-en-Anjou, situato nel dipartimento del Maine e Loira nella regione dei Paesi della Loira. Fino al 2012 ha costituito un comune autonomo per poi confluire insieme ai comuni di Baugé, Pontigné e Saint-Martin-d'Arcé nel nuovo comune di Baugé-en-Anjou.

## Società

### Evoluzione demografica
Abitanti censiti